# Cylk Cozart
Cylk Cozart (* 1. Februar 1957 in Knoxville, Tennessee) ist ein US-amerikanischer Schauspieler und Filmproduzent.

## Leben und Werdegang
Cozart studierte am Montreat College in Montreat (North Carolina) und am King College in Bristol (Tennessee). Sein späterer Versuch einer Karriere als professioneller Basketballspieler war erfolglos. Er arbeitete zeitweise in Miami als Fotomodell, später zog er nach New York City. Cozart war unter anderen für die Zeitschrift Vogue tätig. Außerdem spielte er in den Theaterstücken Diary of a Black Man und The Big Knife.
Cozart spielte seine erste Filmrolle an der Seite von Harry Hamlin und Mimi Rogers in der Sportkomödie Blue Skies Again aus dem Jahr 1983. Im Actionfilm Airborne – Flügel aus Stahl (1990) spielte er an der Seite von Nicolas Cage und Tommy Lee Jones. Im Thriller Fletcher’s Visionen (1997) mit Mel Gibson und Julia Roberts spielte er die Rolle des Agenten Lowry, der gegen den CIA-Psychiater Dr. Jonas (Patrick Stewart) ermittelt.
Cozart ist ebenfalls als Filmproduzent tätig. Er besitzt nicht nur eine eigene Firma, sondern gehört zum Vorstand des Unternehmens P.O.V. Planet.

## Filmografie (Auswahl)
- 1983: Blue Skies Again
- 1987: 227 (Fernsehserie, Folge 2x11 The Handwriting on the Wall)
- 1988: School Daze
- 1989: Hell High
- 1990: Airborne – Flügel aus Stahl (Fire Birds)
- 1991: Hot Shots! – Die Mutter aller Filme (Hot Shots!)
- 1991: Heaven Is a Playground
- 1991: Ricochet – Der Aufprall (Ricochet)
- 1992: Sunset Killer 2 (Dead On: Relentless II)
- 1992: Weiße Jungs bringen’s nicht (White Men Can’t Jump)
- 1993: In the Line of Fire – Die zweite Chance (In the Line of Fire)
- 1994: Blue Chips
- 1994: Perfect Love Affair (Love Affair)
- 1995: Blutiges Familiengeheimnis (A Family Divided)
- 1995: Chaos unterm Korb (Slam Dunk Ernest)
- 1996: Second Chance – Alles auf Anfang (Second Chance)
- 1996: Soul of the Game
- 1996: Eraser
- 1996: Reggie’s Prayer
- 1997: Fletcher’s Visionen (Conspiracy Theory)
- 1999: Johnny Tsunami – Der Wellenreiter (Johnny Tsunami)
- 1999: Ein Date zu dritt (Three to Tango)
- 1999: Knocked Out – Eine schlagkräftige Freundschaft (Play It to the Bone)
- 2000: Cursed Part 3
- 2002: Baby of the Family (Darsteller und Produzent)
- 2002: Yo Alien
- 2003: King of the Ants
- 2005: Blue Sombrero
- 2005: The Helix... Loaded
- 2006: 16 Blocks
- 2006: Die Casting Couch – Heiße Dates und sexy Girls (Cattle Call)
- 2007: Steam
- 2008: Eagle Eye – Außer Kontrolle (Eagle Eye)
- 2009: Benny Bliss and the Disciples of Greatness